# 迪倫峰
46°07′11″N 7°50′53″E / 46.11972°N 7.84806°E

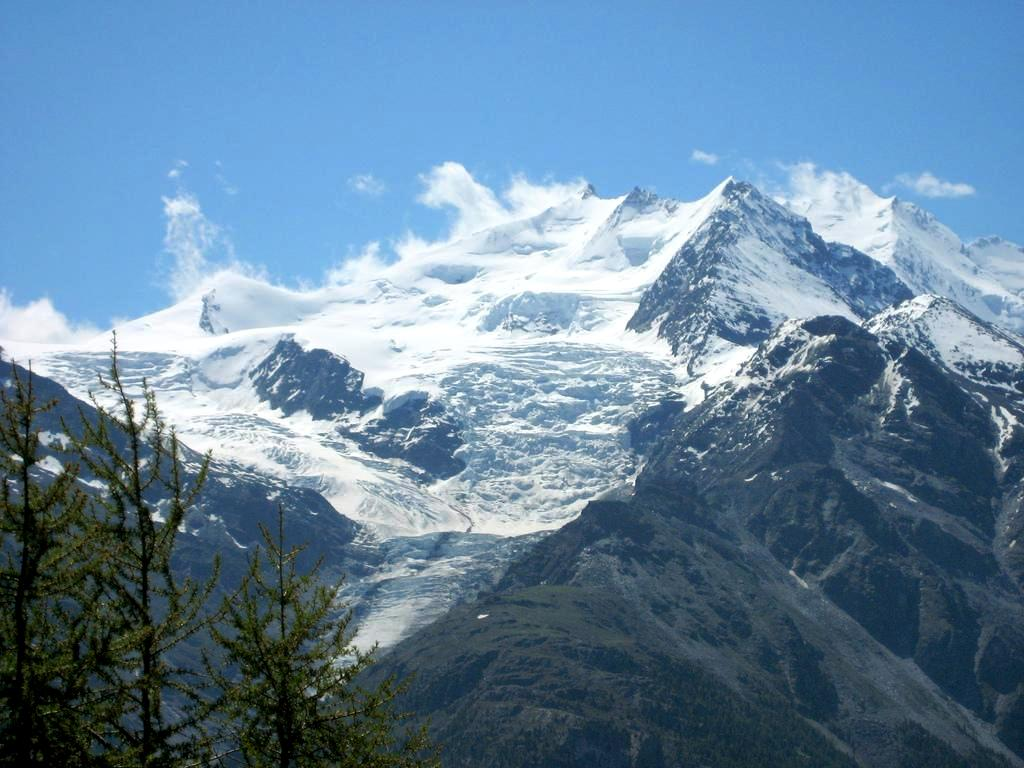

迪倫峰（Chli Dürrenhorn），是瑞士的山峰，位於該國南部，由瓦萊州負責管轄，屬於本寧阿爾卑斯山脈的一部分，海拔高度4,035米，人類在1879年9月7日首次登上該山峰。